# Adolphe Cochery
Adolphe Louis Cochery (ur. 26 sierpnia 1819 w Paryżu, zm. 13 października 1900 w Paryżu) – francuski polityk.
Po rewolucji lutowej 1848 przez krótki czas był szefem gabinetu w ministerstwie sprawiedliwości, następnie wydawał dziennik Avenir National i założył L'independance de Montargis.
W 1869 wybrany został do parlamentu. W 1870 był komisarzem rządu obrony narodowej w departamencie Loiret. Towarzyszył Thiersowi podczas układów pokojowych w Wersalu i stał się jego gorliwym zwolennikiem. W 1878 został ministrem poczty i telegrafów, godność tę piastował w sześciu kolejnych gabinetach aż do 1885.
W 1888 został senatorem.